# Claudia Ortega
Claudia Ortega (Ciudad de México, 23 de mayo de 1973) es una actriz mexicana.   

## Biografía
Comenzó su carrera como actriz en 1989 en la telenovela  Simplemente María, en 1991 actuó en la telenovela La pícara soñadora, en 1994 actuó en la telenovela Marimar, entre otras. Ha participado también en varios episodios de la serie Mujer, casos de la vida real y en algunas películas. Recientemente actuó en la telenovela Soy tu dueña. En 1995, actuó en la película mexicana Bésame en la boca junto a Paulina Rubio y Charlie Massó.

## Filmografía

### Telenovelas
- El ángel de Aurora (2024-2025) ... Dolores
- Mi secreto (2022) ... Mónica
- Corazón guerrero (2022) ... Lina
- Contigo sí (2021-2022) ... Nélida
- Te doy la vida (2020) ... Presa
- Médicos, línea de vida (2019-2020) ... Josefina
- Simplemente María (2015-2016) ... Belén Sánchez
- La sombra del pasado (2014-2015) ... Toña
- Mentir para vivir (2013) ... Berenice
- Qué bonito amor (2013) ... Doctora
- Un refugio para el amor (2012)
- Soy tu dueña (2010) ... Teresa de Granados
- Mar de amor (2009-2010) ... Silvia
- Mañana es para siempre (2008-2009) ... Flor Campillo
- Destilando amor (2007) ... Clara García (joven)
- Barrera de amor (2005-2006) ... Reyna
- La esposa virgen (2005) ... Adelina
- Misión SOS (2004) ... Blanca
- Velo de novia (2003) ... Sandra
- Vivan los niños (2002-2003) ... Brígida
- Mujer bonita (2001) ... Micaela
- Locura de amor (2000) ... Venus
- Alma rebelde (1999) ... Juanita Nº 2
- Una luz en el camino (1998) ... Hortensia
- Desencuentro (1997-1998) ... Rosalba
- María la del barrio (1995-1996) ... Antonia
- María José (1995) ... Tina
- El vuelo del águila (1994) ... Manuela Díaz (18 años)
- Marimar (1994) ... Prudencia
- El abuelo y yo (1992) ... Cándida
- La pícara soñadora (1991) ... Agustina
- La fuerza del amor (1990-1991) ... Cristina
- Simplemente María (1989-1990) ... Nazaria Fernández

### Cine
- Fuera de la ley (1998) ... Rita Castro
- Bésame en la boca (1995) ... Mónica
- Novia que te vea (1994) ... Amiga de la nana

### Series de TV
- Mujer, casos de la vida real (apareció en 23 episodios en diferentes papeles entre 1995 a 2006)
- La Rosa de Guadalupe (apareció en varios episodios en diferentes papeles entre 2008 a 2025)
- Como dice el dicho (apareció en varios episodios en diferentes papeles entre 2011 a 2024)
- Lo que callamos las mujeres (apareció en 1 episodio en 2023)